# Cenchrus violaceus
Cenchrus violaceus là một loài thực vật có hoa trong họ Hòa thảo. Loài này được (Lam.) Morrone mô tả khoa học đầu tiên năm 2010.